# Old Faithful (Kalifornien)
Old Faithful (engl. der alte Getreue) ist der Name eines künstlichen Geysirs bei Calistoga im US-Bundesstaat Kalifornien. Der Name des Geysirs bezieht sich auf die Regelmäßigkeit, mit der er eine heiße Wasserfontäne ausstößt.
Der Geysir entstand 1870, als ein Siedler in der Nähe von Calistoga ein geothermales Reservoir anbohrte. Er ist heute eine der Touristenattraktionen im Napa Valley und wird über die California State Routes 29 und 128 erreicht.